# Olympische Sommerspiele 1972/Schwimmen – 100 m Schmetterling (Männer)
Der Schwimmwettkampf über 100 Meter Schmetterling der Männer bei den Olympischen Spielen 1972 in München wurde am 30. und 31. August ausgetragen.

## Ergebnisse

### Vorläufe

#### Vorlauf 1
| Rang | Athlet             | Nation             | Zeit (s) | Anm. |
| ---- | ------------------ | ------------------ | -------- | ---- |
| 1    | Dave Edgar         | Vereinigte Staaten | 57,30    | Q    |
| 2    | Roger Pyttel       | DDR                | 57,98    | Q    |
| 3    | Peter Remmel       | BR Deutschland     | 58,97    |      |
| 4    | Andrzej Chudziński | Polen              | 1:00,22  |      |
| 5    | Alain Mosconi      | Frankreich         | 1:00,23  |      |
| 6    | Salvador Vilanova  | El Salvador        | 1:01,25  |      |
| 7    | Martin Edwards     | Großbritannien     | 1:01:29  |      |
| 8    | Bruno Bassoul      | Libanon            | 1:05,45  |      |

#### Vorlauf 2
| Rang | Athlet            | Nation     | Zeit (s) | Anm. |
| ---- | ----------------- | ---------- | -------- | ---- |
| 1    | Bruce Robertson   | Kanada     | 56,45    | Q    |
| 2    | István Szentirmay | Ungarn     | 58,07    | Q    |
| 3    | Sérgio Waismann   | Brasilien  | 58,37    | Q    |
| 4    | Yasuhiro Komazaki | Japan      | 59,71    |      |
| 5    | Hugo Valencia     | Mexiko     | 1:00,14  |      |
| 6    | Feridun Aybars    | Türkei     | 1:04:46  |      |
| 7    | Nhem Chhay-kheng  | Kambodscha | 1:05,12  |      |
| 8    | Ronnie Wong       | Hongkong   | 1:07,50  |      |

Key: Q = Qualified

#### Vorlauf 3
| Rang | Athlet             | Nation         | Zeit (s) | Anm. |
| ---- | ------------------ | -------------- | -------- | ---- |
| 1    | Roland Matthes     | DDR            | 57,16    | Q    |
| 2    | Neil Rogers        | Australien     | 57,40    | Q    |
| 3    | John Mills         | Großbritannien | 58,28    | Q    |
| 4    | Wiktor Scharygin   | Sowjetunion    | 58,40    |      |
| 5    | Arturo Lang-Lenton | Spanien        | 59,22    |      |
| 6    | Georgijs Kuļikovs  | Sowjetunion    | 59,28    |      |
| 7    | Dimitrios Karydis  | Griechenland   | 1:00,06  |      |
| 8    | Roy Chan           | Singapur       | 1:02,24  |      |

#### Vorlauf 4
| Rang | Athlet            | Nation              | Zeit (s) | Anm. |
| ---- | ----------------- | ------------------- | -------- | ---- |
| 1    | Jerry Heidenreich | Vereinigte Staaten  | 56,86    | Q    |
| 2    | Lutz Stoklasa     | BR Deutschland      | 57,50    | Q    |
| 3    | Robert Kasting    | Kanada              | 57,65    | Q    |
| 4    | Geoffrey Ferreira | Trinidad und Tobago | 58,26    | Q    |
| 5    | Jacques Leloup    | Belgien             | 58,77    |      |
| 6    | Wladimir Kriwzow  | Sowjetunion         | 59,83    |      |
| 7    | Carlos Singson    | Philippinen         | 1:02,11  |      |

#### Vorlauf 5
| Rang | Athlet                | Nation             | Zeit (s) | Anm. |
| ---- | --------------------- | ------------------ | -------- | ---- |
| 1    | Mark Spitz            | Vereinigte Staaten | 56,45    | Q    |
| 2    | Hartmut Flöckner      | DDR                | 57,41    |      |
| 3    | Juan Carlos Bello     | Peru               | 57,54    |      |
| 4    | Byron MacDonald       | Kanada             | 57,56    |      |
| 5    | Hans Lampe            | BR Deutschland     | 59,00    |      |
| 6    | Sean Maher            | Großbritannien     | 59,50    |      |
| 7    | Wasil Dobrew          | Bulgarien          | 1:00,07  |      |
| 8    | Aleksandar Pavličević | Jugoslawien        | 1:00,29  |      |

### Halbfinale

#### Halbfinale 1
| Rang | Athlet            | Nation              | Zeit (s) | Anm. |
| ---- | ----------------- | ------------------- | -------- | ---- |
| 1    | Roland Matthes    | DDR                 | 56,51    | Q    |
| 2    | Bruce Robertson   | Kanada              | 56,86    | Q    |
| 3    | Byron MacDonald   | Kanada              | 57,06    | Q    |
| 4    | Neil Rogers       | Australien          | 57,28    | Q    |
| 5    | Roger Pyttel      | DDR                 | 57,69    |      |
| 6    | Sérgio Waismann   | Brasilien           | 58,07    |      |
| 7    | Lutz Stoklasa     | BR Deutschland      | 58,33    |      |
| 8    | Geoffrey Ferreira | Trinidad und Tobago | 58,54    |      |

#### Halbfinale 2
| Rang | Athlet            | Nation             | Zeit (s) | Anm. |
| ---- | ----------------- | ------------------ | -------- | ---- |
| 1    | Mark Spitz        | Vereinigte Staaten | 55,98    | Q    |
| 2    | Jerry Heidenreich | Vereinigte Staaten | 56,18    | Q    |
| 3    | Dave Edgar        | Vereinigte Staaten | 56,88    | Q    |
| 4    | Hartmut Flöckner  | DDR                | 56,96    | Q    |
| 5    | Juan Carlos Bello | Peru               | 57,51    |      |
| 6    | Robert Kasting    | Kanada             | 57,67    |      |
| 7    | John Mills        | Großbritannien     | 58,13    |      |
| 8    | István Szentirmay | Ungarn             | 58,25    |      |

### Finale
| Rang | Athlet            | Nation             | Zeit (min) | Anm. |
| ---- | ----------------- | ------------------ | ---------- | ---- |
| 1    | Mark Spitz        | Vereinigte Staaten | 54,27      | WR   |
| 2    | Bruce Robertson   | Kanada             | 55,56      |      |
| 3    | Jerry Heidenreich | Vereinigte Staaten | 55,74      |      |
| 4    | Roland Matthes    | DDR                | 55,87      |      |
| 5    | Dave Edgar        | Vereinigte Staaten | 56,11      |      |
| 6    | Byron MacDonald   | Kanada             | 57,27      |      |
| 7    | Hartmut Flöckner  | DDR                | 57,40      |      |
| 8    | Neil Rogers       | Australien         | 57,90      |      |